# Antonio Abadía
Antonio Abadía fou un prevere, mestre espanyol que dirigia la capella de la catedral de Burgos des de 1780 a 1791, any en què morí. Succeí en aquest càrrec a Francisco Hernandez Llanas, havent obtingut la plaça per oposició el 27 de novembre de 1780. Compongué moltes peces de bona música religiosa pel servei d'aquesta capella.